# Bengt Hultqvist
Bengt Karl Gustaf Hultqvist, född 21 augusti 1927 i Hemmesjö socken i Kronobergs län, död 24 februari 2019 i Kiruna, var en svensk rymdfysiker.
Hultqvist studerade naturvetenskap vid Stockholms högskola och påbörjade därefter forskning vid Rolf Sieverts institution för radiofysik. Han disputerade vid Stockholms universitet i april 1956.
Rolf Sievert var ordförande för den kommitté inom Kungliga Vetenskapsakademien som förberedde ett nytt geofysiskt institut i Kiruna. På hans initiativ rekryterades Hultqvist som den förste föreståndaren för Kiruna geofysiska observatorium, sedermera Institutet för rymdfysik (IRF), vid dess start 1957 och innehade den posten fram till 1994. Han var även professor i geokosmofysik vid Umeå universitet från 1967.
Hultqvist har efter sin pensionering varit en av direktörerna för International Space Science Institute (ISSI) i Bern 1994–1998. Han är en förgrundsgestalt i svensk rymdhistoria, och en av de som starkt drev Vikingprojektet, Sveriges första satellit. Förutom en rik vetenskaplig produktion, huvudsakligen inriktad på magnetosfärfysik och norrskensforskning, har han också skrivit flera populärvetenskapliga verk.
Hultqvist var ledamot av Kungliga Ingenjörsvetenskapsakademien sedan 1972 och av Kungliga Vetenskapsakademien sedan 1974. Han promoverades till teknologie hedersdoktor vid Högskolan i Luleå 1993. 2004 tilldelades han Rossbypriset.
Hultqvist har även fått ett observatorium uppkallat efter sig, Bengt Hultqvist Observatory i Kiruna.
2007 blev han hedersmedborgare i Kiruna. Bengt Hultqvist är begravd på Kiruna kyrkogård.